# Justo Diego de Somonte
Justo Diego de Somonte e Iturrioz (Bilbao, 15 de agosto de 1891 - Ciudad de México, 14 de febrero de 1954) fue un farmacéutico y político socialista del País Vasco y alcalde de Bilbao durante cinco meses entre 1923 y 1924.

## Biografía
Hijo y nieto de farmacéuticos, la Farmacia Pariza fue fundada por su bisabuelo Justo de Somonte y Martín natural de San Román de la Llanilla (Santander), donde él fue titular por muchos años, permanece en Bilbao desde 1850 y fue galardonada por el ayuntamiento con el título de Ilustres bilbaínos y bilbaínas en 2007. Diego de Somonte presidió la agrupación del Partido Socialista Obrero Español en Bilbao y fue alcalde de la ciudad durante cinco meses, desde el 1 de octubre de 1923, cuando sustituyó a Mariano Aróstegui Ugarriza, hasta el 26 de febrero de 1924 en que fue cesado por la dictadura de Primo de Rivera y sustituido por Federico Moyúa Salazar. Durante la Segunda República participó en la revolución de 1934 por lo que debió exiliarse en Francia. Declarada la Guerra Civil, fue nombrado por el gobierno de Euskadi jefe de Sanidad en la zona norte y comisario político del Euzko Gudarostea. Más tarde, en Cataluña fue comisario de diversas unidades logísticas. Embarcó en el Mexique camino del exilio llegando a Veracruz el 27 de julio de 1939. Allí trabajó en unos laboratorios y fundó una fábrica de láminas asfálticas.